# Beaumont-le-Roger

Beaumont-le-Roger este o comună în departamentul Eure, Franța. În 1 ianuarie 2022 avea o populație de 2.767 de locuitori.